# Endangered Species (album Flaw)
Endangered Species – drugi studyjny album zespołu Flaw, wydany w 2004 roku przez Universal Records.

## Lista utworów
1. „Medicate” – 3:31
2. „Endangered Species” – 3:45
3. „Recognize” – 4:11
4. „Wait For Me” – 4:34
5. „Many Faces” – 3:59
6. „All The Worst” – 3:57
7. „You’ve Changed” – 3:48
8. „Turn The Tables” – 3:13
9. „Worlds Divide” – 5:31
10. „Decide” – 4:53
11. „Final Cry” – 4:07
12. „Not Enough” – 4:27